# Ascogaster flaviceps
Ascogaster flaviceps är en stekelart som beskrevs av William Harris Ashmead 1889. Ascogaster flaviceps ingår i släktet Ascogaster och familjen bracksteklar. Inga underarter finns listade.